# فوندا (آیووا)
فوندا (به انگلیسی: Fonda) شهری در ایالت آیووا کشور ایالات متحده آمریکا است که جمعیت آن در سرشماری سال ۲۰۱۰ میلادی، ۶۳۱ نفر بوده‌است.